# Mandalorianie

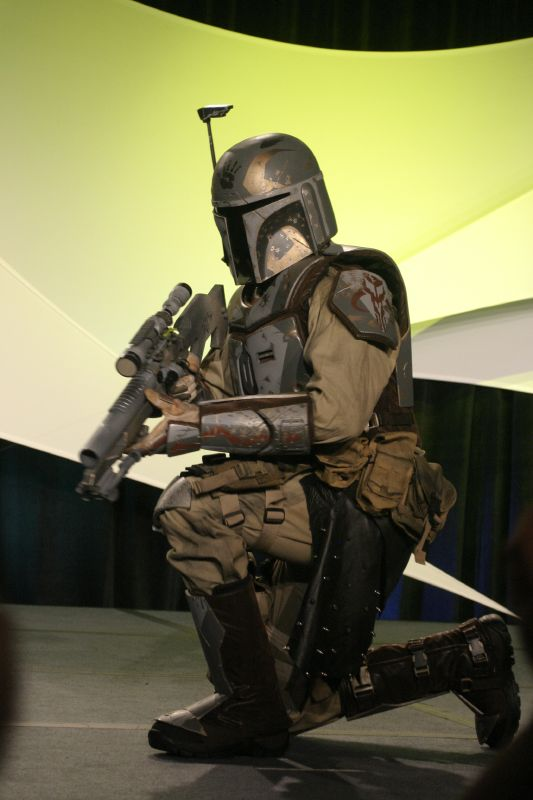
Mandalorianin

Mandalorianie – wielorasowy lud kierujący się specyficzną filozofią, w fikcyjnym świecie Gwiezdnych wojen.

## Historia
Historia Mandalorian sięga wiele tysięcy lat przed powstaniem Republiki. Mandalorianie wywodzą się od Taungów, wojowniczej rasy z Coruscant, którzy po przegranej wojnie o dominację na planecie zostali zmuszeni do osiedlenia się w Odległych Rubieżach Galaktyki.
7000 BBY – Taungowie pod Wodzą Mandalora Pierwszego podbili Mandalore (została nazwana tak na jego cześć). Przyjęli miano Mando'ade (Dzieci Mandalora) i stworzyli kodeks honorowy. Już wtedy byli uznawani za najlepszych wojowników Galaktyki.
4000 BBY – Taungowie powoli wymierali. Zostawili po sobie tradycje i wiele innych ras ją przejęło. Mando'ade nosili hełmy z wizjerami w kształcie "T", co stało się ich znakiem rozpoznawczym. Zaczęli organizować wyprawy wojenne (Konkwisty) i nosili miano Konkwistadorów.
Wielka Wojna Sithów – Mandalor Nieposkromiony pokonany przez Ulica Qel-Dromę poprzysiągł mu wierność. Mandalorianie stali się trzonem armii Sithów. Gdy Mandalor Nieposkromiony zginął, tytuł przyjął jeden z ostatnich Taungów, Mandalor Ostateczny, a Mando'ade zrezygnowali z udziału w wojnie.
Wojny Mandaloriańskie – Mandalorianie uderzyli na Republikę i zmusili jej flotę i armię do odwrotu. Sytuacja się radykalnie zmieniła, gdy Jedi Revan zmotywował, wbrew woli Rady, wielu Jedi do walki za republikę. Mandalorianie nie mogąc sprostać jego geniuszowi taktycznemu i umiejętnościom, zostali pokonani na Malachorze V. Misji ich odrodzenia poświęcił się Canderous z klanu Ordo. Canderous mianował się nowym Mandalorem i poprowadził swoich ludzi do walki z Sithami, by pomóc Wygnanej Jedi.
2000- 1000 BBY – Mandalorianie wzięli czynny udział w Wojnie Armii Światła z Bractwem Ciemności.
Superkomandosi – Mandalorianie stali się organizacją najemniczą. Dzięki Mereelowi (ówczesnemu Mandalorowi), który stworzył kodeks Superkomandosów, nie zatracili honoru i zasad.
Wojna Domowa – walka między Mandalorianami (Mereel) a Watahą Śmierci (Vizsla) o władzę i podejście do tradycji. Wataha została zniszczona, a z Protektorów ocalał tylko Jango Fett, Silas i kilku innych wojowników.
Protektorzy – organizacja Mandalorian odtworzona przez Jango Fetta – Alpha-02. Słynnym Mandalorem tego okresu był Boba Fett.

## Kultura
Ich kultura bardzo poważnie zmieniała się na przestrzeni wieków. Od konkwistadorów zdobywających honor poprzez podboje, poprzez superkomandosów i łowców nagród walczących za kredyty, do protektorów broniących Mandalore. Ich społeczeństwo jest zbudowane z klanów (np. Fett, Ordo). Są oni wojownikami. Syn uczy się od ojca już w wieku 12 lat.

## Język

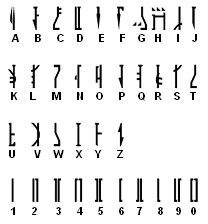
Alfabet Mandalorian

Mandalorianie posługują się Mando'a, własnym językiem opracowanym głównie do komunikacji głosowej.

## Cechy charakterystyczne
- Zbroja z charakterystycznym wizjerem hełmu.
- Czaszka Mythosaura (późne godło mandalorian) na hełmie, naramienniku lub piersiowej płycie zbroi.

## Cytaty
Ni kartayl'ir gar darasuum – Kocham cię

Verd ori'shya beskar gam – Wojownik to coś więcej niż zbroja

chakaar – złodziej, największa obelga wobec kogoś lub czegoś

ba'slan shev'la – strategiczne zniknięcie

oya – polowanie, zwrot często używany jako np. zaczynajmy (zebranie klanów), zapolujmy, zróbmy coś

beskad – miecz z beskaru, stosowany przez cały okres Gwiezdnych Wojen. Posługiwali się nim między innymi: Walon Vau (szkolił komandosów na Kamino), i Goran Beviin (informator Boby Fetta)

vongese – Yuzhan Vongowie

ner vod – mój bracie, moja siostro

auretiise – zdrajca; ktoś inny, nie-mandalorianin

fierfek – przekleństwo z okresu Wojen Klonów

a'den – gniew, wściekłość